# Aldebrő
Aldebrő là một thị trấn thuộc hạt Heves, Hungary. Thị trấn này có diện tích 21,78 km², dân số năm 2010 là 690 người, mật độ 32 người/km².